# 정관도서관
정관도서관은 부산광역시 기장군에 있는 군립 도서관이다.

## 시설 현황
- 4층: 남자 열람실, 여자 열람실
- 3층: 종합자료실
- 2층: 멀티미디어실, 강의실
- 1층: 어린이자료실, 배움터
- 지하1층: 소두방 어린이극장, 쉼터, 식당 및 매점